# Lista de campeões mundiais do tênis de mesa
Os Campenatos Mundiais de Tenis de Mesa são realizados a cada dois anos. Abaixo a lista de vencedores nas categorias individuais e de duplas.

## Competições individuais

### Individual Masculino
| Ano  | Cidade sede | Ouro                 | Prata             | Bronze             |
| ---- | ----------- | -------------------- | ----------------- | ------------------ |
| 1926 | Londres     | Roland Jacobi        | Zoltán Mechlovits | Munio Pillinger    |
| 1926 | Londres     | Roland Jacobi        | Zoltán Mechlovits | S.R.G. Suppiah     |
| 1928 | Estocolmo   | Zoltán Mechlovits    | Laszlo Bellak     | Paul Flussmann     |
| 1928 | Estocolmo   | Zoltán Mechlovits    | Laszlo Bellak     | Alfred Liebster    |
| 1929 | Budapeste   | Fred Perry           | Miklós Szabados   | Adrian Haydon      |
| 1929 | Budapeste   | Fred Perry           | Miklós Szabados   | Zoltán Mechlovits  |
| 1930 | Berlim      | Viktor Barna         | Laszlo Bellak     | Lajos Dávid        |
| 1930 | Berlim      | Viktor Barna         | Laszlo Bellak     | Stephen Kelen      |
| 1931 | Budapeste   | Miklós Szabados      | Viktor Barna      | Ferenc Kovács      |
| 1931 | Budapeste   | Miklós Szabados      | Viktor Barna      | Nikita Madjaroglou |
| 1932 | Praga       | Viktor Barna         | Miklós Szabados   | István Boros       |
| 1932 | Praga       | Viktor Barna         | Miklós Szabados   | Erwin Kohn         |
| 1933 | Baden       | Viktor Barna         | Stanislav Kolář   | Sándor Glancz      |
| 1933 | Baden       | Viktor Barna         | Stanislav Kolář   | Adrian Haydon      |
| 1934 | Paris       | Viktor Barna         | Laszlo Bellak     | Tibor Házi         |
| 1934 | Paris       | Viktor Barna         | Laszlo Bellak     | Miklós Szabados    |
| 1935 | Wembley     | Viktor Barna         | Miklós Szabados   | Alojzy Ehrlich     |
| 1935 | Wembley     | Viktor Barna         | Miklós Szabados   | Erwin Kohn         |
| 1936 | Praga       | Stanislav Kolář      | Alojzy Ehrlich    | Richard Bergmann   |
| 1936 | Praga       | Stanislav Kolář      | Alojzy Ehrlich    | Ferenc Soos        |
| 1937 | Baden       | Richard Bergmann     | Alojzy Ehrlich    | Hans Hartinger     |
| 1937 | Baden       | Richard Bergmann     | Alojzy Ehrlich    | Ferenc Soos        |
| 1938 | Wembley     | Bohumil Váňa         | Richard Bergmann  | Viktor Barna       |
| 1938 | Wembley     | Bohumil Váňa         | Richard Bergmann  | Tibor Házi         |
| 1939 | Cairo       | Richard Bergmann     | Alojzy Ehrlich    | Žarko Dolinar      |
| 1939 | Cairo       | Richard Bergmann     | Alojzy Ehrlich    | Bohumil Váňa       |
| 1947 | Paris       | Bohumil Váňa         | Ferenc Sidó       | Johnny Leach       |
| 1947 | Paris       | Bohumil Váňa         | Ferenc Sidó       | Lou Pagliaro       |
| 1948 | Wembley     | Richard Bergmann     | Bohumil Váňa      | Guy Amouretti      |
| 1948 | Wembley     | Richard Bergmann     | Bohumil Váňa      | Ivan Andreadis     |
| 1949 | Estocolmo   | Johnny Leach         | Bohumil Váňa      | Marty Reisman      |
| 1949 | Estocolmo   | Johnny Leach         | Bohumil Váňa      | Ferenc Soos        |
| 1950 | Budapeste   | Richard Bergmann     | Ferenc Soos       | Ivan Andreadis     |
| 1950 | Budapeste   | Richard Bergmann     | Ferenc Soos       | Ferenc Sidó        |
| 1951 | Viena       | Johnny Leach         | Ivan Andreadis    | Ferenc Sidó        |
| 1951 | Viena       | Johnny Leach         | Ivan Andreadis    | Václav Tereba      |
| 1952 | Bombaim     | Hiroji Satoh         | József Kóczián    | Guy Amouretti      |
| 1952 | Bombaim     | Hiroji Satoh         | József Kóczián    | René Roothooft     |
| 1953 | Bucareste   | Ferenc Sidó          | Ivan Andreadis    | József Kóczián     |
| 1953 | Bucareste   | Ferenc Sidó          | Ivan Andreadis    | Ladislav Štípek    |
| 1954 | Wembley     | Ichiro Ogimura       | Tage Flisberg     | Ivan Andreadis     |
| 1954 | Wembley     | Ichiro Ogimura       | Tage Flisberg     | Richard Bergmann   |
| 1955 | Utrecht     | Toshiaki Tanaka      | Žarko Dolinar     | Stephen Cafiero    |
| 1955 | Utrecht     | Toshiaki Tanaka      | Žarko Dolinar     | Ferenc Sidó        |
| 1956 | Tóquio      | Ichiro Ogimura       | Toshiaki Tanaka   | Akio Nohira        |
| 1956 | Tóquio      | Ichiro Ogimura       | Toshiaki Tanaka   | Yoshio Tomita      |
| 1957 | Estocolmo   | Toshiaki Tanaka      | Ichiro Ogimura    | Ivan Andreadis     |
| 1957 | Estocolmo   | Toshiaki Tanaka      | Ichiro Ogimura    | Heinz Schneider    |
| 1959 | Dortmund    | Rong Guotuan         | Ferenc Sidó       | Dick Miles         |
| 1959 | Dortmund    | Rong Guotuan         | Ferenc Sidó       | Ichiro Ogimura     |
| 1961 | Pequim      | Zhuang Zedong        | Li Furong         | Xu Yinsheng        |
| 1961 | Pequim      | Zhuang Zedong        | Li Furong         | Zhang Xielin       |
| 1963 | Praga       | Zhuang Zedong        | Li Furong         | Wang Zhiliang      |
| 1963 | Praga       | Zhuang Zedong        | Li Furong         | Zhang Xielin       |
| 1965 | Liubliana   | Zhuang Zedong        | Li Furong         | Eberhard Schöler   |
| 1965 | Liubliana   | Zhuang Zedong        | Li Furong         | Zhou Lansun        |
| 1967 | Estocolmo   | Nobuhiko Hasegawa    | Mitsuru Kono      | Koji Kimura        |
| 1967 | Estocolmo   | Nobuhiko Hasegawa    | Mitsuru Kono      | Eberhard Schöler   |
| 1969 | Munique     | Shigeo Itoh          | Eberhard Schöler  | Kenji Kasai        |
| 1969 | Munique     | Shigeo Itoh          | Eberhard Schöler  | Tokio Tasaka       |
| 1971 | Nagoia      | Stellan Bengtsson    | Shigeo Itoh       | Dragutin Šurbek    |
| 1971 | Nagoia      | Stellan Bengtsson    | Shigeo Itoh       | Xi Enting          |
| 1973 | Sarajevo    | Xi Enting            | Kjell Johansson   | Antun Stipančić    |
| 1973 | Sarajevo    | Xi Enting            | Kjell Johansson   | Dragutin Šurbek    |
| 1975 | Calcutá     | István Jónyer        | Antun Stipančić   | Mitsuru Kono       |
| 1975 | Calcutá     | István Jónyer        | Antun Stipančić   | Norio Takashima    |
| 1977 | Birmingham  | Mitsuru Kono         | Guo Yuehua        | Huang Liang        |
| 1977 | Birmingham  | Mitsuru Kono         | Guo Yuehua        | Liang Geliang      |
| 1979 | Pyongyang   | Seiji Ono            | Guo Yuehua        | Li Zhenshi         |
| 1979 | Pyongyang   | Seiji Ono            | Guo Yuehua        | Liang Geliang      |
| 1981 | Novi Sad    | Guo Yuehua           | Cai Zhenhua       | Stellan Bengtsson  |
| 1981 | Novi Sad    | Guo Yuehua           | Cai Zhenhua       | Dragutin Šurbek    |
| 1983 | Tóquio      | Guo Yuehua           | Cai Zhenhua       | Jiang Jialiang     |
| 1983 | Tóquio      | Guo Yuehua           | Cai Zhenhua       | Wang Huiyuan       |
| 1985 | Gotenburgo  | Jiang Jialiang       | Chen Longcan      | Lo Chuen Tsung     |
| 1985 | Gotenburgo  | Jiang Jialiang       | Chen Longcan      | Teng Yi            |
| 1987 | Nova Deli   | Jiang Jialiang       | Jan-Ove Waldner   | Chen Xinhua        |
| 1987 | Nova Deli   | Jiang Jialiang       | Jan-Ove Waldner   | Teng Yi            |
| 1989 | Dortmund    | Jan-Ove Waldner      | Jörgen Persson    | Andrzej Grubba     |
| 1989 | Dortmund    | Jan-Ove Waldner      | Jörgen Persson    | Yu Shentong        |
| 1991 | Chiba       | Jörgen Persson       | Jan-Ove Waldner   | Kim Taek-soo       |
| 1991 | Chiba       | Jörgen Persson       | Jan-Ove Waldner   | Ma Wenge           |
| 1993 | Gotenburgo  | Jean-Philippe Gatien | Jean-Michel Saive | Zoran Primorac     |
| 1993 | Gotenburgo  | Jean-Philippe Gatien | Jean-Michel Saive | Jan-Ove Waldner    |
| 1995 | Tianjin     | Kong Linghui         | Liu Guoliang      | Ding Song          |
| 1995 | Tianjin     | Kong Linghui         | Liu Guoliang      | Wang Tao           |
| 1997 | Manchester  | Jan-Ove Waldner      | Vladimir Samsonov | Kong Linghui       |
| 1997 | Manchester  | Jan-Ove Waldner      | Vladimir Samsonov | Yan Sen            |
| 1999 | Eindhoven   | Liu Guoliang         | Ma Lin            | Werner Schlager    |
| 1999 | Eindhoven   | Liu Guoliang         | Ma Lin            | Jan-Ove Waldner    |
| 2001 | Osaka       | Wang Liqin           | Kong Linghui      | Chiang Peng-lung   |
| 2001 | Osaka       | Wang Liqin           | Kong Linghui      | Ma Lin             |
| 2003 | Paris       | Werner Schlager      | Joo Se-hyuk       | Kong Linghui       |
| 2003 | Paris       | Werner Schlager      | Joo Se-hyuk       | Kalinikos Kreanga  |
| 2005 | Xangai      | Wang Liqin           | Ma Lin            | Michael Maze       |
| 2005 | Xangai      | Wang Liqin           | Ma Lin            | Oh Sang-eun        |
| 2007 | Zagreb      | Wang Liqin           | Ma Lin            | Ryu Seung-min      |
| 2007 | Zagreb      | Wang Liqin           | Ma Lin            | Wang Hao           |
| 2009 | Yokohama    | Wang Hao             | Wang Liqin        | Ma Lin             |
| 2009 | Yokohama    | Wang Hao             | Wang Liqin        | Ma Long            |
| 2011 | Rotterdam   | Zhang Jike           | Wang Hao          | Timo Boll          |
| 2011 | Rotterdam   | Zhang Jike           | Wang Hao          | Ma Long            |
| 2013 | Paris       | Zhang Jike           | Wang Hao          | Ma Long            |
| 2013 | Paris       | Zhang Jike           | Wang Hao          | Xu Xin             |
| 2015 | Sucheu      | Ma Long              | Fang Bo           | Fan Zhendong       |
| 2015 | Sucheu      | Ma Long              | Fang Bo           | Zhang Jike         |
| 2017 | Düsseldorf  | Ma Long              | Fan Zhendong      | Lee Sang-su        |
| 2017 | Düsseldorf  | Ma Long              | Fan Zhendong      | Xu Xin             |
| 2019 | Budapeste   | Ma Long              | Mattias Falck     | An Jae-hyun        |
| 2019 | Budapeste   | Ma Long              | Mattias Falck     | Liang Jingkun      |
| 2021 | Houston     | Fan Zhendong         | Truls Möregårdh   | Timo Boll          |
| 2021 | Houston     | Fan Zhendong         | Truls Möregårdh   | Liang Jingkun      |
| 2023 | Durban      | Fan Zhendong         | Wang Chuqin       | Liang Jingkun      |
| 2023 | Durban      | Fan Zhendong         | Wang Chuqin       | Ma Long            |
| 2025 | Doha        | Wang Chuqin          | Hugo Calderano    | Liang Jingkun      |
| 2025 | Doha        | Wang Chuqin          | Hugo Calderano    | Truls Möregårdh    |

#### Tabela de medalhas
| Pos.                | País                | Ouro | Prata | Bronze | Total |
| ------------------- | ------------------- | ---- | ----- | ------ | ----- |
| 1                   | China               | 23   | 19    | 37     | 79    |
| 2                   | Hungria             | 10   | 12    | 17     | 39    |
| 3                   | Japão               | 9    | 4     | 8      | 21    |
| 4                   | Inglaterra          | 6    | 0     | 4      | 10    |
| 5                   | Suécia              | 4    | 7     | 4      | 15    |
| 6                   | Tchecoslováquia     | 3    | 5     | 7      | 15    |
| 7                   | Áustria             | 2    | 1     | 8      | 11    |
| 8                   | França              | 1    | 0     | 4      | 5     |
| 9                   | Polónia             | 0    | 3     | 2      | 5     |
| 10                  | Iugoslávia          | 0    | 2     | 5      | 7     |
| 11                  | Coreia do Sul       | 0    | 1     | 4      | 5     |
| 12                  | Alemanha Ocidental  | 0    | 1     | 2      | 3     |
| 13                  | Bielorrússia        | 0    | 1     | 0      | 1     |
| 13                  | Brasil              | 0    | 1     | 0      | 1     |
| 13                  | Bélgica             | 0    | 1     | 0      | 1     |
| 16                  | Alemanha            | 0    | 0     | 3      | 3     |
| 16                  | Estados Unidos      | 0    | 0     | 3      | 3     |
| 18                  | Alemanha Oriental   | 0    | 0     | 1      | 1     |
| 18                  | Coreia              | 0    | 0     | 1      | 1     |
| 18                  | Croácia             | 0    | 0     | 1      | 1     |
| 18                  | Dinamarca           | 0    | 0     | 1      | 1     |
| 18                  | Grécia              | 0    | 0     | 1      | 1     |
| 18                  | Hong Kong           | 0    | 0     | 1      | 1     |
| 18                  | Taipé Chinesa       | 0    | 0     | 1      | 1     |
| 18                  | Índia               | 0    | 0     | 1      | 1     |
| Total (25 entradas) | Total (25 entradas) | 58   | 58    | 116    | 232   |

### Individual Feminino
| Ano  | Cidade sede | Ouro                        | Prata                                                    | Bronze                     |
| ---- | ----------- | --------------------------- | -------------------------------------------------------- | -------------------------- |
| 1926 | Londres     | Mária Mednyánszky           | Doris Gubbins                                            | Anastasia Flussmann        |
| 1926 | Londres     | Mária Mednyánszky           | Doris Gubbins                                            | Winifred Land              |
| 1928 | Estocolmo   | Mária Mednyánszky           | Erika Metzger                                            | Doris Gubbins              |
| 1928 | Estocolmo   | Mária Mednyánszky           | Erika Metzger                                            | Joan Ingram                |
| 1929 | Budapeste   | Mária Mednyánszky           | Gertrude Wildam                                          | Magda Gál                  |
| 1929 | Budapeste   | Mária Mednyánszky           | Gertrude Wildam                                          | Anna Sipos                 |
| 1930 | Berlim      | Mária Mednyánszky           | Anna Sipos                                               | Josefine Kolbe             |
| 1930 | Berlim      | Mária Mednyánszky           | Anna Sipos                                               | Gertrude Wildam            |
| 1931 | Budapeste   | Mária Mednyánszky           | Mona Muller-Rüster                                       | Magda Gál                  |
| 1931 | Budapeste   | Mária Mednyánszky           | Mona Muller-Rüster                                       | Anna Sipos                 |
| 1932 | Praga       | Anna Sipos                  | Mária Mednyánszky                                        | Magda Gál                  |
| 1932 | Praga       | Anna Sipos                  | Mária Mednyánszky                                        | Marie Šmídová              |
| 1933 | Baden       | Anna Sipos                  | Mária Mednyánszky                                        | Magda Gál                  |
| 1933 | Baden       | Anna Sipos                  | Mária Mednyánszky                                        | Astrid Krebsbach           |
| 1934 | Paris       | Marie Kettnerová            | Astrid Krebsbach                                         | Dora Emdin                 |
| 1934 | Paris       | Marie Kettnerová            | Astrid Krebsbach                                         | Magda Gál                  |
| 1935 | Wembley     | Marie Kettnerová            | Magda Gál                                                | Marcelle Delacour          |
| 1935 | Wembley     | Marie Kettnerová            | Magda Gál                                                | Marie Šmídová              |
| 1936 | Praga       | Ruth Aarons                 | Astrid Krebsbach                                         | Marie Kettnerová           |
| 1936 | Praga       | Ruth Aarons                 | Astrid Krebsbach                                         | Marie Šmídová              |
| 1937 | Baden       | Ruth Aarons Gertrude Pritzi | (não houve, pois aconteceu um empate no primeiro lugar). | Hilde Bussmann             |
| 1937 | Baden       | Marie Kettnerová            | (não houve, pois aconteceu um empate no primeiro lugar). |                            |
| 1938 | Wembley     | Gertrude Pritzi             | Vlasta Depetrisová                                       | Betty Henry                |
| 1938 | Wembley     | Gertrude Pritzi             | Vlasta Depetrisová                                       | Věra Votrubcová            |
| 1939 | Cairo       | Vlasta Depetrisová          | Gertrude Pritzi                                          | Marie Kettnerová           |
| 1939 | Cairo       | Vlasta Depetrisová          | Gertrude Pritzi                                          | Samiha Naili               |
| 1947 | Paris       | Gizella Farkas              | Elizabeth Blackbourn                                     | Vera Dace                  |
| 1947 | Paris       | Gizella Farkas              | Elizabeth Blackbourn                                     | Gertrude Pritzi            |
| 1948 | Wembley     | Gizella Farkas              | Vera Thomas                                              | Vlasta Depetrisová-Pokorna |
| 1948 | Wembley     | Gizella Farkas              | Vera Thomas                                              | Angelica Rozeanu           |
| 1949 | Estocolmo   | Gizella Farkas              | Kveta Hrusakova                                          | Gertrude Pritzi            |
| 1949 | Estocolmo   | Gizella Farkas              | Kveta Hrusakova                                          | Thelma Thall               |
| 1950 | Budapeste   | Angelica Rozeanu            | Gizella Farkas                                           | Rozsi Karpati              |
| 1950 | Budapeste   | Angelica Rozeanu            | Gizella Farkas                                           | Sari Szasz                 |
| 1951 | Viena       | Angelica Rozeanu            | Gizella Farkas                                           | Gertrude Pritzi            |
| 1951 | Viena       | Angelica Rozeanu            | Gizella Farkas                                           | Leah Thall                 |
| 1952 | Bombaim     | Angelica Rozeanu            | Gizella Farkas                                           | Rosalind Rowe              |
| 1952 | Bombaim     | Angelica Rozeanu            | Gizella Farkas                                           | Ermelinde Wertl            |
| 1953 | Bucareste   | Angelica Rozeanu            | Gizella Gervai                                           | Diane Rowe                 |
| 1953 | Bucareste   | Angelica Rozeanu            | Gizella Gervai                                           | Rosalind Rowe              |
| 1954 | Wembley     | Angelica Rozeanu            | Yoshiko Tanaka                                           | Fujie Eguchi               |
| 1954 | Wembley     | Angelica Rozeanu            | Yoshiko Tanaka                                           | Éva Kóczián                |
| 1955 | Utrecht     | Angelica Rozeanu            | Ermelinde Wertl                                          | Éva Kóczián                |
| 1955 | Utrecht     | Angelica Rozeanu            | Ermelinde Wertl                                          | Kiiko Watanabe             |
| 1956 | Tóquio      | Tomie Okawa                 | Kiiko Watanabe                                           | Fujie Eguchi               |
| 1956 | Tóquio      | Tomie Okawa                 | Kiiko Watanabe                                           | Ella Zeller                |
| 1957 | Estocolmo   | Fujie Eguchi                | Ann Haydon                                               | Kiiko Watanabe             |
| 1957 | Estocolmo   | Fujie Eguchi                | Ann Haydon                                               | Ella Zeller                |
| 1959 | Dortmund    | Kimiyo Matsuzaki            | Fujie Eguchi                                             | Éva Kóczián                |
| 1959 | Dortmund    | Kimiyo Matsuzaki            | Fujie Eguchi                                             | Qiu Zhonghui               |
| 1961 | Pequim      | Qiu Zhonghui                | Éva Kóczián                                              | Kimiyo Matsuzaki           |
| 1961 | Pequim      | Qiu Zhonghui                | Éva Kóczián                                              | Wang Jian                  |
| 1963 | Praga       | Kimiyo Matsuzaki            | Maria Alexandru                                          | Ella Constantinescu        |
| 1963 | Praga       | Kimiyo Matsuzaki            | Maria Alexandru                                          | Sun Meiying                |
| 1965 | Liubliana   | Naoko Fukatsu               | Lin Huiqing                                              | Li Li                      |
| 1965 | Liubliana   | Naoko Fukatsu               | Lin Huiqing                                              | Noriko Yamanaka            |
| 1967 | Estocolmo   | Sachiko Morisawa            | Naoko Fukatsu                                            | Zoja Rudnova               |
| 1967 | Estocolmo   | Sachiko Morisawa            | Naoko Fukatsu                                            | Noriko Yamanaka            |
| 1969 | Munique     | Toshiko Kowada              | Gabriele Geißler                                         | Maria Alexandru            |
| 1969 | Munique     | Toshiko Kowada              | Gabriele Geißler                                         | Miho Hamada                |
| 1971 | Nagoia      | Lin Huiqing                 | Zheng Minzhi                                             | Li Li                      |
| 1971 | Nagoia      | Lin Huiqing                 | Zheng Minzhi                                             | Ilona Voštová              |
| 1973 | Sarajevo    | Hu Yulan                    | Alice Grófová                                            | Park Mi-ra                 |
| 1973 | Sarajevo    | Hu Yulan                    | Alice Grófová                                            | Zhang Li                   |
| 1975 | Calcutá     | Pak Yung-sun                | Zhang Li                                                 | Tatiana Ferdman            |
| 1975 | Calcutá     | Pak Yung-sun                | Zhang Li                                                 | Ge Xin'ai                  |
| 1977 | Birmingham  | Pak Yung-sun                | Zhang Li                                                 | Ge Xin'ai                  |
| 1977 | Birmingham  | Pak Yung-sun                | Zhang Li                                                 | Zhang Deying               |
| 1979 | Pyongyang   | Ge Xin'ai                   | Li Song-suk                                              | Tong Ling                  |
| 1979 | Pyongyang   | Ge Xin'ai                   | Li Song-suk                                              | Zhang Deying               |
| 1981 | Novi Sad    | Tong Ling                   | Cao Yanhua                                               | Lee Soo-ja                 |
| 1981 | Novi Sad    | Tong Ling                   | Cao Yanhua                                               | Zhang Deying               |
| 1983 | Tóquio      | Cao Yanhua                  | Yang Young-ja                                            | Huang Junqun               |
| 1983 | Tóquio      | Cao Yanhua                  | Yang Young-ja                                            | Qi Baoxiang                |
| 1985 | Gotenburgo  | Cao Yanhua                  | Geng Lijuan                                              | Dai Lili                   |
| 1985 | Gotenburgo  | Cao Yanhua                  | Geng Lijuan                                              | Qi Baoxiang                |
| 1987 | Nova Deli   | He Zhili                    | Yang Young-ja                                            | Dai Lili                   |
| 1987 | Nova Deli   | He Zhili                    | Yang Young-ja                                            | Guan Jianhua               |
| 1989 | Dortmund    | Qiao Hong                   | Li Bun-hui                                               | Chen Jing                  |
| 1989 | Dortmund    | Qiao Hong                   | Li Bun-hui                                               | Hyun Jung-hwa              |
| 1991 | Chiba       | Deng Yaping                 | Li Bun-hui                                               | Chan Tan Lui               |
| 1991 | Chiba       | Deng Yaping                 | Li Bun-hui                                               | Qiao Hong                  |
| 1993 | Gotenburgo  | Hyun Jung-hwa               | Chen Jing                                                | Otilia Badescu             |
| 1993 | Gotenburgo  | Hyun Jung-hwa               | Chen Jing                                                | Gao Jun                    |
| 1995 | Tianjin     | Deng Yaping                 | Qiao Hong                                                | Liu Wei                    |
| 1995 | Tianjin     | Deng Yaping                 | Qiao Hong                                                | Qiao Yunping               |
| 1997 | Manchester  | Deng Yaping                 | Wang Nan                                                 | Li Ju                      |
| 1997 | Manchester  | Deng Yaping                 | Wang Nan                                                 | Wu Na                      |
| 1999 | Eindhoven   | Wang Nan                    | Zhang Yining                                             | Li Nan                     |
| 1999 | Eindhoven   | Wang Nan                    | Zhang Yining                                             | Ryu Ji-hye                 |
| 2001 | Osaka       | Wang Nan                    | Lin Ling                                                 | Kim Yun-mi                 |
| 2001 | Osaka       | Wang Nan                    | Lin Ling                                                 | Zhang Yining               |
| 2003 | Paris       | Wang Nan                    | Zhang Yining                                             | Tamara Boroš               |
| 2003 | Paris       | Wang Nan                    | Zhang Yining                                             | Li Ju                      |
| 2005 | Shanghai    | Zhang Yining                | Guo Yan                                                  | Guo Yue                    |
| 2005 | Shanghai    | Zhang Yining                | Guo Yan                                                  | Lin Ling                   |
| 2007 | Zagreb      | Guo Yue                     | Li Xiaoxia                                               | Guo Yan                    |
| 2007 | Zagreb      | Guo Yue                     | Li Xiaoxia                                               | Zhang Yining               |
| 2009 | Yokohama    | Zhang Yining                | Guo Yue                                                  | Li Xiaoxia                 |
| 2009 | Yokohama    | Zhang Yining                | Guo Yue                                                  | Liu Shiwen                 |
| 2011 | Rotterdam   | Ding Ning                   | Li Xiaoxia                                               | Guo Yue                    |
| 2011 | Rotterdam   | Ding Ning                   | Li Xiaoxia                                               | Liu Shiwen                 |
| 2013 | Paris       | Li Xiaoxia                  | Liu Shiwen                                               | Ding Ning                  |
| 2013 | Paris       | Li Xiaoxia                  | Liu Shiwen                                               | Zhu Yuling                 |
| 2015 | Suzhou      | Ding Ning                   | Liu Shiwen                                               | Li Xiaoxia                 |
| 2015 | Suzhou      | Ding Ning                   | Liu Shiwen                                               | Mu Zi                      |
| 2017 | Düsseldorf  | Ding Ning                   | Zhu Yuling                                               | Miu Hirano                 |
| 2017 | Düsseldorf  | Ding Ning                   | Zhu Yuling                                               | Liu Shiwen                 |
| 2019 | Budapest    | Liu Shiwen                  | Chen Meng                                                | Ding Ning                  |
| 2019 | Budapest    | Liu Shiwen                  | Chen Meng                                                | Wang Manyu                 |
| 2021 | Houston     | Wang Manyu                  | Sun Yingsha                                              | Chen Meng                  |
| 2021 | Houston     | Wang Manyu                  | Sun Yingsha                                              | Wang Yidi                  |
| 2023 | Durban      | Sun Yingsha                 | Chen Meng                                                | Chen Xingtong              |
| 2023 | Durban      | Sun Yingsha                 | Chen Meng                                                | Hina Hayata                |
| 2025 | Doha        | Sun Yingsha                 | Wang Manyu                                               | Chen Xingtong              |
| 2025 | Doha        | Sun Yingsha                 | Wang Manyu                                               | Mima Ito                   |

#### Tabela de Medalhas
| Pos.                | País                | Ouro | Prata | Bronze | Total |
| ------------------- | ------------------- | ---- | ----- | ------ | ----- |
| 1                   | China               | 26   | 22    | 46     | 94    |
| 2                   | Hungria             | 10   | 9     | 11     | 30    |
| 3                   | Japão               | 7    | 4     | 11     | 22    |
| 4                   | Roménia             | 6    | 1     | 7      | 14    |
| 5                   | Tchecoslováquia     | 3    | 3     | 9      | 15    |
| 6                   | Áustria             | 2    | 2     | 7      | 11    |
| 7                   | Coreia do Norte     | 2    | 2     | 1      | 5     |
| 8                   | Estados Unidos      | 2    | 0     | 3      | 5     |
| 9                   | Coreia do Sul       | 1    | 2     | 4      | 7     |
| 10                  | Alemanha            | 0    | 5     | 2      | 7     |
| 11                  | Inglaterra          | 0    | 3     | 7      | 10    |
| 12                  | País de Gales       | 0    | 1     | 1      | 2     |
| 13                  | Alemanha Oriental   | 0    | 1     | 0      | 1     |
| 13                  | Coreia              | 0    | 1     | 0      | 1     |
| 13                  | Taipé Chinesa       | 0    | 1     | 0      | 1     |
| 16                  | Hong Kong           | 0    | 0     | 2      | 2     |
| 16                  | União Soviética     | 0    | 0     | 2      | 2     |
| 18                  | Croácia             | 0    | 0     | 1      | 1     |
| 18                  | Egito               | 0    | 0     | 1      | 1     |
| 18                  | França              | 0    | 0     | 1      | 1     |
| Total (20 entradas) | Total (20 entradas) | 59   | 57    | 116    | 232   |

## Competições de Duplas

### Duplas masculino
| Ano  | Cidade sede | Ouro                              | Prata                               | Bronze                               |
| ---- | ----------- | --------------------------------- | ----------------------------------- | ------------------------------------ |
| 1926 | Londres     | Roland Jacobi Daniel Pecsi        | Béla von Kehrling Zoltán Mechlovits | Paul Flussmann Munio Pillinger       |
| 1926 | Londres     | Roland Jacobi Daniel Pecsi        | Béla von Kehrling Zoltán Mechlovits | Cyril Mossford Hedley Penny          |
| 1928 | Estocolmo   | Alfred Liebster Robert Thum       | Charlie Bull Fred Perry             | Laszlo Bellak Sándor Glancz          |
| 1928 | Estocolmo   | Alfred Liebster Robert Thum       | Charlie Bull Fred Perry             | Roland Jacobi Zoltán Mechlovits      |
| 1929 | Budapeste   | Viktor Barna Miklós Szabados      | Laszlo Bellak Sándor Glancz         | Charlie Bull Fred Perry              |
| 1929 | Budapeste   | Viktor Barna Miklós Szabados      | Laszlo Bellak Sándor Glancz         | István Reti György Szegedi           |
| 1930 | Berlim      | Viktor Barna Miklós Szabados      | Alfred Liebster Robert Thum         | Laszlo Bellak Sándor Glancz          |
| 1930 | Berlim      | Viktor Barna Miklós Szabados      | Alfred Liebster Robert Thum         | Valter Kolmodin Hille Nilsson        |
| 1931 | Budapeste   | Viktor Barna Miklós Szabados      | Lajos Dávid Stephen Kelen           | Manfred Feher Alfred Liebster        |
| 1931 | Budapeste   | Viktor Barna Miklós Szabados      | Lajos Dávid Stephen Kelen           | Jindřich Lauterbach Karel Svoboda    |
| 1932 | Praga       | Viktor Barna Miklós Szabados      | Laszlo Bellak Sándor Glancz         | István Boros Tibor Házi              |
| 1932 | Praga       | Viktor Barna Miklós Szabados      | Laszlo Bellak Sándor Glancz         | Charlie Bull David Jones             |
| 1933 | Baden       | Viktor Barna Sándor Glancz        | Lajos Dávid Stephen Kelen           | Manfred Feher Alfred Liebster        |
| 1933 | Baden       | Viktor Barna Sándor Glancz        | Lajos Dávid Stephen Kelen           | Paul Flussmann Erwin Kohn            |
| 1934 | Paris       | Viktor Barna Miklós Szabados      | Sándor Glancz Tibor Házi            | István Boros Béla Nyitrai            |
| 1934 | Paris       | Viktor Barna Miklós Szabados      | Sándor Glancz Tibor Házi            | Miloslav Hamr Erwin Koln-Korda       |
| 1935 | Wembley     | Viktor Barna Miklós Szabados      | Adrian Haydon Alfred Liebster       | Raoul Bedoc Daniel Guérin            |
| 1935 | Wembley     | Viktor Barna Miklós Szabados      | Adrian Haydon Alfred Liebster       | Laszlo Bellak Stephen Kelen          |
| 1936 | Praga       | Robert Blattner James McClure     | Stanislav Kolář Okter Petrisek      | Karel Fleischner Adolf Šlár          |
| 1936 | Praga       | Robert Blattner James McClure     | Stanislav Kolář Okter Petrisek      | Tibor Házi Ferenc Soos               |
| 1937 | Baden       | Robert Blattner James McClure     | Richard Bergmann Helmut Goebel      | Miloslav Hamr František Hanec Pivec  |
| 1937 | Baden       | Robert Blattner James McClure     | Richard Bergmann Helmut Goebel      | Adolf Šlár Václav Tereba             |
| 1938 | Wembley     | James McClure Sol Schiff          | Viktor Barna Laszlo Bellak          | Eric Filby Hyman Lurie               |
| 1938 | Wembley     | James McClure Sol Schiff          | Viktor Barna Laszlo Bellak          | Stanislav Kolář Václav Tereba        |
| 1939 | Cairo       | Viktor Barna Richard Bergmann     | Miloslav Hamr Josef Tartakower      | Raoul Bedoc Michel Haguenauer        |
| 1939 | Cairo       | Viktor Barna Richard Bergmann     | Miloslav Hamr Josef Tartakower      | Ken Hyde Hyman Lurie                 |
| 1947 | Paris       | Adolf Šlár Bohumil Váňa           | Jack Carrington Johnny Leach        | Viktor Barna Adrian Haydon           |
| 1947 | Paris       | Adolf Šlár Bohumil Váňa           | Jack Carrington Johnny Leach        | Ladislav Štípek Václav Tereba        |
| 1948 | Wembley     | Ladislav Štípek Bohumil Váňa      | Adrian Haydon Ferenc Soos           | Viktor Barna Richard Bergmann        |
| 1948 | Wembley     | Ladislav Štípek Bohumil Váňa      | Adrian Haydon Ferenc Soos           | Heinrich Bednar Herbert Wunsch       |
| 1949 | Estocolmo   | Ivan Andreadis František Tokár    | Ladislav Štípek Bohumil Váňa        | Richard Bergmann Tage Flisberg       |
| 1949 | Estocolmo   | Ivan Andreadis František Tokár    | Ladislav Štípek Bohumil Váňa        | Douglas Cartland Dick Miles          |
| 1950 | Budapeste   | Ferenc Sidó Ferenc Soos           | Ivan Andreadis František Tokár      | Ladislav Štípek Bohumil Váňa         |
| 1950 | Budapeste   | Ferenc Sidó Ferenc Soos           | Ivan Andreadis František Tokár      | Václav Tereba Josef Turnovský        |
| 1951 | Viena       | Ivan Andreadis Bohumil Váňa       | József Kóczián Ferenc Sidó          | Jack Carrington Johnny Leach         |
| 1951 | Viena       | Ivan Andreadis Bohumil Váňa       | József Kóczián Ferenc Sidó          | Ladislav Štípek František Tokár      |
| 1952 | Bombaim     | Norikazu Fujii Tadaki Hayashi     | Richard Bergmann Johnny Leach       | Viktor Barna Adrian Haydon           |
| 1952 | Bombaim     | Norikazu Fujii Tadaki Hayashi     | Richard Bergmann Johnny Leach       | Douglas Cartland Marty Reisman       |
| 1953 | Bucareste   | József Kóczián Ferenc Sidó        | Richard Bergmann Johnny Leach       | Ivan Andreadis Bohumil Váňa          |
| 1953 | Bucareste   | József Kóczián Ferenc Sidó        | Richard Bergmann Johnny Leach       | Viktor Barna Adrian Haydon           |
| 1954 | Wembley     | Žarko Dolinar Vilim Harangozo     | Viktor Barna Michel Haguenauer      | Ichiro Ogimura Yoshio Tomita         |
| 1954 | Wembley     | Žarko Dolinar Vilim Harangozo     | Viktor Barna Michel Haguenauer      | Adolf Šlár Václav Tereba             |
| 1955 | Utrecht     | Ivan Andreadis Ladislav Štípek    | Žarko Dolinar Vilim Harangozo       | József Kóczián Ferenc Sidó           |
| 1955 | Utrecht     | Ivan Andreadis Ladislav Štípek    | Žarko Dolinar Vilim Harangozo       | Ichiro Ogimura Yoshio Tomita         |
| 1956 | Tóquio      | Ichiro Ogimura Yoshio Tomita      | Ivan Andreadis Ladislav Štípek      | Toshiaki Tanaka Keisuke Tsunoda      |
| 1956 | Tóquio      | Ichiro Ogimura Yoshio Tomita      | Ivan Andreadis Ladislav Štípek      | Václav Tereba Ludvík Vyhnanovský     |
| 1957 | Estocolmo   | Ivan Andreadis Ladislav Štípek    | Ichiro Ogimura Toshiaki Tanaka      | Elemér Gyetvai Ferenc Sidó           |
| 1957 | Estocolmo   | Ivan Andreadis Ladislav Štípek    | Ichiro Ogimura Toshiaki Tanaka      | Toshihiko Miyata Keisuke Tsunoda     |
| 1959 | Dortmund    | Teruo Murakami Ichiro Ogimura     | Ladislav Štípek Ludvík Vyhnanovský  | Hans Alsér Åke Rakell                |
| 1959 | Dortmund    | Teruo Murakami Ichiro Ogimura     | Ladislav Štípek Ludvík Vyhnanovský  | Zoltán Berczik László Földy          |
| 1961 | Pequim      | Nobuya Hoshino Koji Kimura        | Zoltán Berczik Ferenc Sidó          | Li Furong Zhuang Zedong              |
| 1961 | Pequim      | Nobuya Hoshino Koji Kimura        | Zoltán Berczik Ferenc Sidó          | Wang Jiasheng Zhou Lansun            |
| 1963 | Praga       | Wang Zhiliang Zhang Xielin        | Xu Yinsheng Zhuang Zedong           | Ken Konaka Keiichi Miki              |
| 1963 | Praga       | Wang Zhiliang Zhang Xielin        | Xu Yinsheng Zhuang Zedong           | Li Furong Wang Jiasheng              |
| 1965 | Liubliana   | Xu Yinsheng Zhuang Zedong         | Wang Zhiliang Zhang Xielin          | Li Furong Wang Jiasheng              |
| 1965 | Liubliana   | Xu Yinsheng Zhuang Zedong         | Wang Zhiliang Zhang Xielin          | Yu Changchun Zhou Lansun             |
| 1967 | Estocolmo   | Hans Alsér Kjell Johansson        | Anatoly Amelin Stanislav Gomozkov   | Nobuhiko Hasegawa Mitsuru Kono       |
| 1967 | Estocolmo   | Hans Alsér Kjell Johansson        | Anatoly Amelin Stanislav Gomozkov   | Vladimír Miko Jaroslav Staněk        |
| 1969 | Munique     | Hans Alsér Kjell Johansson        | Nobuhiko Hasegawa Tokio Tasaka      | Anatoly Amelin Stanislav Gomozkov    |
| 1969 | Munique     | Hans Alsér Kjell Johansson        | Nobuhiko Hasegawa Tokio Tasaka      | Shigeo Itoh Mitsuru Kono             |
| 1971 | Nagoia      | István Jónyer Tibor Klampár       | Liang Geliang Zhuang Zedong         | Katsuyuki Abe Yujiro Imano           |
| 1971 | Nagoia      | István Jónyer Tibor Klampár       | Liang Geliang Zhuang Zedong         | Nobuhiko Hasegawa Tokio Tasaka       |
| 1973 | Sarajevo    | Stellan Bengtsson Kjell Johansson | István Jónyer Tibor Klampár         | Jean-Denis Constant Jacques Secrétin |
| 1973 | Sarajevo    | Stellan Bengtsson Kjell Johansson | István Jónyer Tibor Klampár         | Antun Stipančić Dragutin Šurbek      |
| 1975 | Calcutá     | Gábor Gergely István Jónyer       | Antun Stipančić Dragutin Šurbek     | Katsuyuki Abe Shigeo Itoh            |
| 1975 | Calcutá     | Gábor Gergely István Jónyer       | Antun Stipančić Dragutin Šurbek     | Jean-Denis Constant Jacques Secrétin |
| 1977 | Birmingham  | Li Zhenshi Liang Geliang          | Huang Liang Lu Yuansheng            | Stellan Bengtsson Kjell Johansson    |
| 1977 | Birmingham  | Li Zhenshi Liang Geliang          | Huang Liang Lu Yuansheng            | Antun Stipančić Dragutin Šurbek      |
| 1979 | Pyongyang   | Antun Stipančić Dragutin Šurbek   | István Jónyer Tibor Klampár         | Guo Yuehua Liang Geliang             |
| 1979 | Pyongyang   | Antun Stipančić Dragutin Šurbek   | István Jónyer Tibor Klampár         | Li Zhenshi Wang Huiyuan              |
| 1981 | Novi Sad    | Cai Zhenhua Li Zhenshi            | Guo Yuehua Xie Saike                | Patrick Birocheau Jacques Secrétin   |
| 1981 | Novi Sad    | Cai Zhenhua Li Zhenshi            | Guo Yuehua Xie Saike                | Antun Stipančić Dragutin Šurbek      |
| 1983 | Tóquio      | Zoran Kalinić Dragutin Šurbek     | Jiang Jialiang Xie Saike            | Hiroyuki Abe Seiji Ono               |
| 1983 | Tóquio      | Zoran Kalinić Dragutin Šurbek     | Jiang Jialiang Xie Saike            | Wang Huiyuan Yang Yuhua              |
| 1985 | Gotenburgo  | Mikael Appelgren Ulf Carlsson     | Milan Orlowski Jindřich Panský      | Cai Zhenhua Jiang Jialiang           |
| 1985 | Gotenburgo  | Mikael Appelgren Ulf Carlsson     | Milan Orlowski Jindřich Panský      | Fan Changmao He Zhiwen               |
| 1987 | Nova Deli   | Chen Longcan Wei Qingguang        | Ilija Lupulesku Zoran Primorac      | Ahn Jae-hyung Yoo Nam-kyu            |
| 1987 | Nova Deli   | Chen Longcan Wei Qingguang        | Ilija Lupulesku Zoran Primorac      | Andrzej Grubba Leszek Kucharski      |
| 1989 | Dortmund    | Steffen Fetzner Jörg Roßkopf      | Zoran Kalinić Leszek Kucharski      | Chen Longcan Wei Qingguang           |
| 1989 | Dortmund    | Steffen Fetzner Jörg Roßkopf      | Zoran Kalinić Leszek Kucharski      | Hui Jun Teng Yi                      |
| 1991 | Chiba       | Peter Karlsson Thomas von Scheele | Lü Lin Wang Tao                     | Erik Lindh Jörgen Persson            |
| 1991 | Chiba       | Peter Karlsson Thomas von Scheele | Lü Lin Wang Tao                     | Andrei Mazunov Dmitry Mazunov        |
| 1993 | Gotenburgo  | Lü Lin Wang Tao                   | Ma Wenge Zhang Lei                  | Kim Taek-soo Yoo Nam-kyu             |
| 1993 | Gotenburgo  | Lü Lin Wang Tao                   | Ma Wenge Zhang Lei                  | Lin Zhigang Liu Guoliang             |
| 1995 | Tianjin     | Lü Lin Wang Tao                   | Zoran Primorac Vladimir Samsonov    | Damien Eloi Jean-Philippe Gatien     |
| 1995 | Tianjin     | Lü Lin Wang Tao                   | Zoran Primorac Vladimir Samsonov    | Lin Zhigang Liu Guoliang             |
| 1997 | Manchester  | Kong Linghui Liu Guoliang         | Jörgen Persson Jan-Ove Waldner      | Damien Eloi Jean-Philippe Gatien     |
| 1997 | Manchester  | Kong Linghui Liu Guoliang         | Jörgen Persson Jan-Ove Waldner      | Kōji Matsushita Hiroshi Shibutani    |
| 1999 | Eindhoven   | Kong Linghui Liu Guoliang         | Wang Liqin Yan Sen                  | Kim Taek-soo Park Sang-joon          |
| 1999 | Eindhoven   | Kong Linghui Liu Guoliang         | Wang Liqin Yan Sen                  | Zoran Primorac Vladimir Samsonov     |
| 2001 | Osaka       | Wang Liqin Yan Sen                | Kong Linghui Liu Guoliang           | Chang Yen-shu Chiang Peng-lung       |
| 2001 | Osaka       | Wang Liqin Yan Sen                | Kong Linghui Liu Guoliang           | Kim Taek-soo Oh Sang-eun             |
| 2003 | Paris       | Wang Liqin Yan Sen                | Kong Linghui Wang Hao               | Kim Taek-soo Oh Sang-eun             |
| 2003 | Paris       | Wang Liqin Yan Sen                | Kong Linghui Wang Hao               | Ma Lin Qin Zhijian                   |
| 2005 | Shanghai    | Kong Linghui Wang Hao             | Timo Boll Christian Süß             | Chen Qi Ma Lin                       |
| 2005 | Shanghai    | Kong Linghui Wang Hao             | Timo Boll Christian Süß             | Wang Liqin Yan Sen                   |
| 2007 | Zagreb      | Chen Qi Ma Lin                    | Wang Hao Wang Liqin                 | Chang Yen-shu Chiang Peng-lung       |
| 2007 | Zagreb      | Chen Qi Ma Lin                    | Wang Hao Wang Liqin                 | Ko Lai Chak Li Ching                 |
| 2009 | Yokohama    | Chen Qi Wang Hao                  | Ma Long Xu Xin                      | Hao Shuai Zhang Jike                 |
| 2009 | Yokohama    | Chen Qi Wang Hao                  | Ma Long Xu Xin                      | Seiya Kishikawa Jun Mizutani         |
| 2011 | Rotterdam   | Ma Long Xu Xin                    | Chen Qi Ma Lin                      | Jung Young-sik Kim Min-seok          |
| 2011 | Rotterdam   | Ma Long Xu Xin                    | Chen Qi Ma Lin                      | Wang Hao Zhang Jike                  |
| 2013 | Paris       | Chen Chien-an Chuang Chih-yuan    | Hao Shuai Ma Lin                    | Seiya Kishikawa Jun Mizutani         |
| 2013 | Paris       | Chen Chien-an Chuang Chih-yuan    | Hao Shuai Ma Lin                    | Wang Liqin Zhou Yu                   |
| 2015 | Suzhou      | Xu Xin Zhang Jike                 | Fan Zhendong Zhou Yu                | Lee Sang-su Seo Hyun-deok            |
| 2015 | Suzhou      | Xu Xin Zhang Jike                 | Fan Zhendong Zhou Yu                | Kenta Matsudaira Koki Niwa           |
| 2017 | Düsseldorf  | Fan Zhendong Xu Xin               | Masataka Morizono Yuya Oshima       | Jung Young-sik Lee Sang-su           |
| 2017 | Düsseldorf  | Fan Zhendong Xu Xin               | Masataka Morizono Yuya Oshima       | Koki Niwa Maharu Yoshimura           |
| 2019 | Budapest    | Ma Long Wang Chuqin               | Ovidiu Ionescu Álvaro Robles        | Tiago Apolónia João Monteiro         |
| 2019 | Budapest    | Ma Long Wang Chuqin               | Ovidiu Ionescu Álvaro Robles        | Liang Jingkun Lin Gaoyuan            |
| 2021 | Houston     | Mattias Falck Kristian Karlsson   | Jang Woo-jin Lim Jong-hoon          | Liang Jingkun Lin Gaoyuan            |
| 2021 | Houston     | Mattias Falck Kristian Karlsson   | Jang Woo-jin Lim Jong-hoon          | Shunsuke Togami Yukiya Uda           |
| 2023 | Durban      | Fan Zhendong Wang Chuqin          | Jang Woo-jin Lim Jong-hoon          | Cho Dae-seong Lee Sang-su            |
| 2023 | Durban      | Fan Zhendong Wang Chuqin          | Jang Woo-jin Lim Jong-hoon          | Patrick Franziska Dimitrij Ovtcharov |
| 2025 | Doha        | Hiroto Shinozuka Shunsuke Togami  | Kao Cheng-jui Lin Yun-ju            | Florian Bourrassaud Esteban Dorr     |
| 2025 | Doha        | Hiroto Shinozuka Shunsuke Togami  | Kao Cheng-jui Lin Yun-ju            | Alexis Lebrun Félix Lebrun           |

### Duplas feminino
| Ano  | Cidade sede | Ouro                               | Prata                              | Bronze                               |
| ---- | ----------- | ---------------------------------- | ---------------------------------- | ------------------------------------ |
| 1928 | Estocolmo   | Fanchette Flamm Mária Mednyánszky  | Doris Gubbins Brenda Sommerville   | Joan Ingram Winifred Land            |
| 1929 | Budapeste   | Erika Metzger Mona Rüster          | Fanchette Flamm Gertrude Wildam    | Magda Gál IIona Zádor                |
| 1929 | Budapeste   | Erika Metzger Mona Rüster          | Fanchette Flamm Gertrude Wildam    | Mária Mednyánszky Anna Sipos         |
| 1930 | Berlim      | Mária Mednyánszky Anna Sipos       | Magda Gál Márta Komáromi           | Josefine Kolbe Etta Neumann          |
| 1930 | Berlim      | Mária Mednyánszky Anna Sipos       | Magda Gál Márta Komáromi           | Helly Reitzer Gertrude Wildam        |
| 1931 | Budapeste   | Mária Mednyánszky Anna Sipos       | Magda Gál Lili Tiszai              | Lili Forbath Helly Reitzer           |
| 1931 | Budapeste   | Mária Mednyánszky Anna Sipos       | Magda Gál Lili Tiszai              | Mona Muller-Rüster Marie Šmídová     |
| 1932 | Praga       | Mária Mednyánszky Anna Sipos       | Anna Braunová Marie Šmídová        | Anita Felguth Magda Gál              |
| 1932 | Praga       | Mária Mednyánszky Anna Sipos       | Anna Braunová Marie Šmídová        | Věra Pavlásková Berta Zdobnická      |
| 1933 | Baden       | Mária Mednyánszky Anna Sipos       | Magda Gál Emilné Rácz              | Anita Felguth Annemarie Schulz       |
| 1933 | Baden       | Mária Mednyánszky Anna Sipos       | Magda Gál Emilné Rácz              | Jozka Veselska Marie Walterová       |
| 1934 | Paris       | Mária Mednyánszky Anna Sipos       | Anita Felguth Astrid Krebsbach     | Hilde Bussmann Magda Gál             |
| 1934 | Paris       | Mária Mednyánszky Anna Sipos       | Anita Felguth Astrid Krebsbach     | Marie Kettnerová Marie Šmídová       |
| 1935 | Wembley     | Mária Mednyánszky Anna Sipos       | Marie Kettnerová Marie Šmídová     | L. Booker Hilde Bussmann             |
| 1935 | Wembley     | Mária Mednyánszky Anna Sipos       | Marie Kettnerová Marie Šmídová     | Anita Felguth Astrid Krebsbach       |
| 1936 | Praga       | Marie Kettnerová Marie Šmídová     | Vlasta Depetrisová Věra Votrubcová | Ruth Aarons Jessie Purves            |
| 1936 | Praga       | Marie Kettnerová Marie Šmídová     | Vlasta Depetrisová Věra Votrubcová | Magda Gál Mária Mednyánszky          |
| 1937 | Baden       | Vlasta Depetrisová Věra Votrubcová | Margaret Osborne Wendy Woodhead    | Lillian Hutchings Stefanie Werle     |
| 1937 | Baden       | Vlasta Depetrisová Věra Votrubcová | Margaret Osborne Wendy Woodhead    | Marie Kettnerová Annemarie Schulz    |
| 1938 | Wembley     | Vlasta Depetrisová Věra Votrubcová | Dora Beregi Ida Ferenczy           | Dora Emdin Margaret Osborne          |
| 1938 | Wembley     | Vlasta Depetrisová Věra Votrubcová | Dora Beregi Ida Ferenczy           | Phyllis Hodgkinson Doris Jordan      |
| 1939 | Cairo       | Hilde Bussmann Gertrude Pritzi     | Angelica Adelstein Sari Kolozsvári | Vlasta Depetrisová Věra Votrubcová   |
| 1939 | Cairo       | Hilde Bussmann Gertrude Pritzi     | Angelica Adelstein Sari Kolozsvári | Marie Kettnerová Samiha Naili        |
| 1947 | Paris       | Gizella Farkas Gertrude Pritzi     | Mae Clouther Reba Monness          | Mary Detournay Josee Wouters         |
| 1947 | Paris       | Gizella Farkas Gertrude Pritzi     | Mae Clouther Reba Monness          | Davida Hawthorn Leah Thall           |
| 1948 | Wembley     | Margaret Franks Vera Thomas        | Dora Beregi Helen Elliot           | Audrey Fowler Irene Lentle           |
| 1948 | Wembley     | Margaret Franks Vera Thomas        | Dora Beregi Helen Elliot           | Leah Thall Thelma Thall              |
| 1949 | Estocolmo   | Helen Elliott Gizella Farkas       | Pinkie Barnes Joan Crosby          | Eliška Fürstová Ida Koťátková        |
| 1949 | Estocolmo   | Helen Elliott Gizella Farkas       | Pinkie Barnes Joan Crosby          | Rozsi Karpati Erzsébet Mezei         |
| 1950 | Budapeste   | Dora Beregi Helen Elliot           | Gizella Farkas Angelica Rozeanu    | Vera Dace Margaret Franks            |
| 1950 | Budapeste   | Dora Beregi Helen Elliot           | Gizella Farkas Angelica Rozeanu    | Eliška Fürstová Květa Hrušková       |
| 1951 | Viena       | Diane Rowe Rosalind Rowe           | Angelica Rozeanu Sári Szász        | Gizella Farkas Rozsi Karpati         |
| 1951 | Viena       | Diane Rowe Rosalind Rowe           | Angelica Rozeanu Sári Szász        | Peggy Ichkoff Leah Thall             |
| 1952 | Bombaim     | Shizuki Narahara Tomie Nishimura   | Diane Rowe Rosalind Rowe           | Helen Elliott Ermelinde Wertl        |
| 1952 | Bombaim     | Shizuki Narahara Tomie Nishimura   | Diane Rowe Rosalind Rowe           | Gizella Farkas Edit Sági             |
| 1953 | Bucareste   | Gizella Gervai Angelica Rozeanu    | Diane Rowe Rosalind Rowe           | Kathleen Best Ermelinde Wertl        |
| 1953 | Bucareste   | Gizella Gervai Angelica Rozeanu    | Diane Rowe Rosalind Rowe           | Zsuzsa Fantusz Edit Sági             |
| 1954 | Wembley     | Diane Rowe Rosalind Rowe           | Kathleen Best Ann Haydon           | Fujie Eguchi Kiiko Watanabe          |
| 1954 | Wembley     | Diane Rowe Rosalind Rowe           | Kathleen Best Ann Haydon           | Gizella Gervai Angelica Rozeanu      |
| 1955 | Utrecht     | Angelica Rozeanu Ella Zeller       | Diane Rowe Rosalind Rowe           | Fujie Eguchi Kiiko Watanabe          |
| 1955 | Utrecht     | Angelica Rozeanu Ella Zeller       | Diane Rowe Rosalind Rowe           | Shizuki Narahara Yoshiko Tanaka      |
| 1956 | Tóquio      | Angelica Rozeanu Ella Zeller       | Fujie Eguchi Kiiko Watanabe        | Ann Haydon Diane Rowe                |
| 1956 | Tóquio      | Angelica Rozeanu Ella Zeller       | Fujie Eguchi Kiiko Watanabe        | Tomie Okawa Yoshiko Tanaka           |
| 1957 | Estocolmo   | Lívia Mossóczy Agnes Simon         | Ann Haydon Diane Rowe              | Helen Elliot Maria Golopenta         |
| 1957 | Estocolmo   | Lívia Mossóczy Agnes Simon         | Ann Haydon Diane Rowe              | Angelica Rozeanu Ella Zeller         |
| 1959 | Dortmund    | Taeko Namba Kazuko Yamaizumi       | Fujie Eguchi Kimiyo Matsuzaki      | Ann Haydon Diane Rowe                |
| 1959 | Dortmund    | Taeko Namba Kazuko Yamaizumi       | Fujie Eguchi Kimiyo Matsuzaki      | Qiu Zhonghui Sun Meiying             |
| 1961 | Pequim      | Maria Alexandru Georgeta Pitică    | Qiu Zhonghui Sun Meiying           | Han Yuzhen Liang Lizhen              |
| 1961 | Pequim      | Maria Alexandru Georgeta Pitică    | Qiu Zhonghui Sun Meiying           | Hu Keming Wang Jian                  |
| 1963 | Praga       | Kimiyo Matsuzaki Masako Seki       | Diane Rowe Mary Shannon            | Kazuko Ito-Yamaizumi Noriko Yamanaka |
| 1963 | Praga       | Kimiyo Matsuzaki Masako Seki       | Diane Rowe Mary Shannon            | Qiu Zhonghui Wang Jian               |
| 1965 | Liubliana   | Lin Huiqing Zheng Minzhi           | Masako Seki Noriko Yamanaka        | Feng Mengya Li Li                    |
| 1965 | Liubliana   | Lin Huiqing Zheng Minzhi           | Masako Seki Noriko Yamanaka        | Li Henan Liang Lizhen                |
| 1967 | Estocolmo   | Saeko Hirota Sachiko Morisawa      | Naoko Fukatsu Noriko Yamanaka      | Svetlana Grinberg Zoja Rudnova       |
| 1967 | Estocolmo   | Saeko Hirota Sachiko Morisawa      | Naoko Fukatsu Noriko Yamanaka      | Erzsebet Jurik Éva Kóczián           |
| 1969 | Munique     | Svetlana Grinberg Zoja Rudnova     | Maria Alexandru Eleonora Mihalca   | Choi Hwan-hwan Choi Jung-sook        |
| 1969 | Munique     | Svetlana Grinberg Zoja Rudnova     | Maria Alexandru Eleonora Mihalca   | Jitka Karlíková Ilona Voštová        |
| 1971 | Nagoia      | Lin Huiqing Zheng Minzhi           | Mieko Hirano Reiko Sakamoto        | Miho Hamada Yukie Ozeki              |
| 1971 | Nagoia      | Lin Huiqing Zheng Minzhi           | Mieko Hirano Reiko Sakamoto        | Yukiko Kawamorita Setsuko Kobori     |
| 1973 | Sarajevo    | Maria Alexandru Miho Hamada        | Lin Meiqun Qiu Baoqin              | Tazuko Abe Tomie Edano               |
| 1973 | Sarajevo    | Maria Alexandru Miho Hamada        | Lin Meiqun Qiu Baoqin              | Jill Hammersley Beatrix Kisházi      |
| 1975 | Calcutá     | Maria Alexandru Shoko Takahashi    | Lin Meiqun Zhu Xiangyun            | Elmira Antonyan Tatiana Ferdman      |
| 1975 | Calcutá     | Maria Alexandru Shoko Takahashi    | Lin Meiqun Zhu Xiangyun            | Yukie Ozeki Sachiko Yokota           |
| 1977 | Birmingham  | Pak Yong-ok Yang Ying (born 1953)  | Wei Lijie Zhu Xiangyun             | Ge Xin'ai Zhang Li                   |
| 1977 | Birmingham  | Pak Yong-ok Yang Ying (born 1953)  | Wei Lijie Zhu Xiangyun             | Kim Soon-ok Lee Ki-won               |
| 1979 | Pyongyang   | Zhang Deying Zhang Li              | Ge Xin'ai Yan Guili                | Li Song-suk Ro Jong-suk              |
| 1979 | Pyongyang   | Zhang Deying Zhang Li              | Ge Xin'ai Yan Guili                | Erzsebet Palatinus Gordana Perkučin  |
| 1981 | Novi Sad    | Cao Yanhua Zhang Deying            | Pu Qijuan Tong Ling                | An Hae-sook Hwang Nam-sook           |
| 1981 | Novi Sad    | Cao Yanhua Zhang Deying            | Pu Qijuan Tong Ling                | Huang Junqun Yan Guili               |
| 1983 | Tóquio      | Dai Lili Shen Jianping             | Geng Lijuan Huang Junqun           | Cao Yanhua Ni Xialian                |
| 1983 | Tóquio      | Dai Lili Shen Jianping             | Geng Lijuan Huang Junqun           | Pu Qijuan Tong Ling                  |
| 1985 | Gotenburgo  | Dai Lili Geng Lijuan               | Cao Yanhua Ni Xialian              | Guan Jianhua Tong Ling               |
| 1985 | Gotenburgo  | Dai Lili Geng Lijuan               | Cao Yanhua Ni Xialian              | Jiao Zhimin Qi Baoxiang              |
| 1987 | Nova Deli   | Hyun Jung-hwa Yang Young-ja        | Dai Lili Li Huifen                 | Cho Jong-hui Li Bun-hui              |
| 1987 | Nova Deli   | Hyun Jung-hwa Yang Young-ja        | Dai Lili Li Huifen                 | He Zhili Jiao Zhimin                 |
| 1989 | Dortmund    | Deng Yaping Qiao Hong              | Chen Jing Hu Xiaoxin               | Ding Yaping Li Jun                   |
| 1989 | Dortmund    | Deng Yaping Qiao Hong              | Chen Jing Hu Xiaoxin               | Gao Jun Liu Wei                      |
| 1991 | Chiba       | Chen Zihe Gao Jun                  | Deng Yaping Qiao Hong              | Ding Yaping Li Jun                   |
| 1991 | Chiba       | Chen Zihe Gao Jun                  | Deng Yaping Qiao Hong              | Hu Xiaoxin Liu Wei                   |
| 1993 | Gotenburgo  | Liu Wei Qiao Yunping               | Deng Yaping Qiao Hong              | Chai Po Wa Chan Tan Lui              |
| 1993 | Gotenburgo  | Liu Wei Qiao Yunping               | Deng Yaping Qiao Hong              | Chen Zihe Gao Jun                    |
| 1995 | Tianjin     | Deng Yaping Qiao Hong              | Liu Wei Qiao Yunping               | Csilla Bátorfi Krisztina Tóth        |
| 1995 | Tianjin     | Deng Yaping Qiao Hong              | Liu Wei Qiao Yunping               | Wang Chen Wu Na                      |
| 1997 | Manchester  | Deng Yaping Yang Ying (born 1977)  | Li Ju Wang Nan                     | Chai Po Wa Qiao Yunping              |
| 1997 | Manchester  | Deng Yaping Yang Ying (born 1977)  | Li Ju Wang Nan                     | Cheng Hongxia Wang Hui               |
| 1999 | Eindhoven   | Li Ju Wang Nan                     | Sun Jin Yang Ying (born 1977)      | Kim Moo-kyo Park Hae-jung            |
| 1999 | Eindhoven   | Li Ju Wang Nan                     | Sun Jin Yang Ying (born 1977)      | Zhang Yingying Zhang Yining          |
| 2001 | Osaka       | Li Ju Wang Nan                     | Sun Jin Yang Ying (born 1977)      | Mayu Kishi-Kawagoe Akiko Takeda      |
| 2001 | Osaka       | Li Ju Wang Nan                     | Sun Jin Yang Ying (born 1977)      | Zhang Yingying Zhang Yining          |
| 2003 | Paris       | Wang Nan Zhang Yining              | Guo Yue Niu Jianfeng               | Lee Eun-sil Seok Eun-mi              |
| 2003 | Paris       | Wang Nan Zhang Yining              | Guo Yue Niu Jianfeng               | Li Jia Li Ju                         |
| 2005 | Xangai      | Wang Nan Zhang Yining              | Guo Yue Niu Jianfeng               | Bai Yang Guo Yan                     |
| 2005 | Xangai      | Wang Nan Zhang Yining              | Guo Yue Niu Jianfeng               | Tie Ya Na Zhang Rui                  |
| 2007 | Zagreb      | Wang Nan Zhang Yining              | Guo Yue Li Xiaoxia                 | Kim Kyung-ah Park Mi-young           |
| 2007 | Zagreb      | Wang Nan Zhang Yining              | Guo Yue Li Xiaoxia                 | Li Jiawei Wang Yuegu                 |
| 2009 | Yokohama    | Guo Yue Li Xiaoxia                 | Ding Ning Guo Yan                  | Jiang Huajun Tie Ya Na               |
| 2009 | Yokohama    | Guo Yue Li Xiaoxia                 | Ding Ning Guo Yan                  | Kim Kyung-ah Park Mi-young           |
| 2011 | Rotterdam   | Guo Yue Li Xiaoxia                 | Ding Ning Guo Yan                  | Jiang Huajun Tie Ya Na               |
| 2011 | Rotterdam   | Guo Yue Li Xiaoxia                 | Ding Ning Guo Yan                  | Kim Kyung-ah Park Mi-young           |
| 2013 | Paris       | Guo Yue Li Xiaoxia                 | Ding Ning Liu Shiwen               | Chen Meng Zhu Yuling                 |
| 2013 | Paris       | Guo Yue Li Xiaoxia                 | Ding Ning Liu Shiwen               | Feng Tianwei Yu Mengyu               |
| 2015 | Sucheu      | Liu Shiwen Zhu Yuling              | Ding Ning Li Xiaoxia               | Feng Tianwei Yu Mengyu               |
| 2015 | Sucheu      | Liu Shiwen Zhu Yuling              | Ding Ning Li Xiaoxia               | Li Jie Li Qian                       |
| 2017 | Düsseldorf  | Ding Ning Liu Shiwen               | Chen Meng Zhu Yuling               | Feng Tianwei Yu Mengyu               |
| 2017 | Düsseldorf  | Ding Ning Liu Shiwen               | Chen Meng Zhu Yuling               | Hina Hayata Mima Ito                 |
| 2019 | Budapeste   | Sun Yingsha Wang Manyu             | Hina Hayata Mima Ito               | Chen Meng Zhu Yuling                 |
| 2019 | Budapeste   | Sun Yingsha Wang Manyu             | Hina Hayata Mima Ito               | Honoka Hashimoto Hitomi Sato         |
| 2021 | Houston     | Sun Yingsha Wang Manyu             | Hina Hayata Mima Ito               | Chen Meng Qian Tianyi                |
| 2021 | Houston     | Sun Yingsha Wang Manyu             | Hina Hayata Mima Ito               | Sarah de Nutte Ni Xialian            |
| 2023 | Durban      | Chen Meng Wang Yidi                | Jeon Ji-hee Shin Yu-bin            | Miyuu Kihara Miyu Nagasaki           |
| 2023 | Durban      | Chen Meng Wang Yidi                | Jeon Ji-hee Shin Yu-bin            | Sun Yingsha Wang Manyu               |
| 2025 | Doha        | Kuai Man Wang Manyu                | Sofia Polcanova Bernadette Szőcs   | Miwa Harimoto Miyuu Kihara           |
| 2025 | Doha        | Kuai Man Wang Manyu                | Sofia Polcanova Bernadette Szőcs   | Ryu Han-na Shin Yu-bin               |

### Duplas mistas
| Ano  | Cidade sede | Ouro                                | Prata                                                                | Bronze                              |
| ---- | ----------- | ----------------------------------- | -------------------------------------------------------------------- | ----------------------------------- |
| 1926 | Londres     | Zoltán Mechlovits Mária Mednyánszky | Roland Jacobi Linda Gleeson                                          | H.A. Bennett Winifred Land          |
| 1926 | Londres     | Zoltán Mechlovits Mária Mednyánszky | Roland Jacobi Linda Gleeson                                          | Eduard Freudenheim Gertrude Wildam  |
| 1928 | Estocolmo   | Zoltán Mechlovits Mária Mednyánszky | Daniel Pecsi Predefinição:Country data Weimar Republic Erika Metzger | Charles Bull Joan Ingram            |
| 1928 | Estocolmo   | Zoltán Mechlovits Mária Mednyánszky | Daniel Pecsi Predefinição:Country data Weimar Republic Erika Metzger | Fred Perry Winifred Land            |
| 1929 | Budapeste   | Stephen Kelen Anna Sipos            | Laszlo Bellak Magda Gál                                              | Alfred Liebster Gertrude Wildam     |
| 1929 | Budapeste   | Stephen Kelen Anna Sipos            | Laszlo Bellak Magda Gál                                              | Zoltán Mechlovits Mária Mednyánszky |
| 1930 | Berlim      | Miklós Szabados Mária Mednyánszky   | Stephen Kelen Anna Sipos                                             | Viktor Barna Magda Gál              |
| 1930 | Berlim      | Miklós Szabados Mária Mednyánszky   | Stephen Kelen Anna Sipos                                             | Sándor Glancz Ingeborg Carnatz      |
| 1931 | Budapeste   | Miklós Szabados Mária Mednyánszky   | Viktor Barna Anna Sipos                                              | Laszlo Bellak Márta Komáromi        |
| 1931 | Budapeste   | Miklós Szabados Mária Mednyánszky   | Viktor Barna Anna Sipos                                              | Sándor Glancz Magda Gál             |
| 1932 | Praga       | Viktor Barna Anna Sipos             | Miklós Szabados Mária Mednyánszky                                    | Sándor Glancz Magda Gál             |
| 1932 | Praga       | Viktor Barna Anna Sipos             | Miklós Szabados Mária Mednyánszky                                    | Jaroslav Jílek Marie Šmídová        |
| 1933 | Baden       | Stephen Kelen Mária Mednyánszky     | Sándor Glancz Magda Gál                                              | Viktor Barna Anna Sipos             |
| 1933 | Baden       | Stephen Kelen Mária Mednyánszky     | Sándor Glancz Magda Gál                                              | Nikita Madjaroglou Annemarie Schulz |
| 1934 | Paris       | Miklós Szabados Mária Mednyánszky   | Viktor Barna Anna Sipos                                              | Laszlo Bellak Kathleen Berry        |
| 1934 | Paris       | Miklós Szabados Mária Mednyánszky   | Viktor Barna Anna Sipos                                              | Stanislav Kolář Marie Šmídová       |
| 1935 | Wembley     | Viktor Barna Anna Sipos             | Stanislav Kolář Marie Kettnerová                                     | Adrian Haydon Margaret Osborne      |
| 1935 | Wembley     | Viktor Barna Anna Sipos             | Stanislav Kolář Marie Kettnerová                                     | Miklós Szabados Mária Mednyánszky   |
| 1936 | Praga       | Miloslav Hamr Gertrude Kleinová     | Stephen Kelen Mária Mednyánszky                                      | Stanislav Kolář Marie Šmídová       |
| 1936 | Praga       | Miloslav Hamr Gertrude Kleinová     | Stephen Kelen Mária Mednyánszky                                      | Helmut Ullrich Annemarie Schulz     |
| 1937 | Baden       | Bohumil Váňa Věra Votrubcová        | Stanislav Kolář Marie Kettnerová                                     | Abe Berenbaum Emily Fuller          |
| 1937 | Baden       | Bohumil Váňa Věra Votrubcová        | Stanislav Kolář Marie Kettnerová                                     | Geza Eros Angelica Adelstein        |
| 1938 | Wembley     | Laszlo Bellak Wendy Woodhead        | Bohumil Váňa Věra Votrubcová                                         | Alfred Liebster Gertrude Pritzi     |
| 1938 | Wembley     | Laszlo Bellak Wendy Woodhead        | Bohumil Váňa Věra Votrubcová                                         | Václav Tereba Marie Kettnerová      |
| 1939 | Cairo       | Bohumil Váňa Věra Votrubcová        | Václav Tereba Marie Kettnerová                                       | Marcel Geargoura Hilde Bussmann     |
| 1939 | Cairo       | Bohumil Váňa Věra Votrubcová        | Václav Tereba Marie Kettnerová                                       | Mansour Helmy Gertrude Pritzi       |
| 1947 | Paris       | Ferenc Soos Gizella Farkas          | Adolf Šlár Vlasta Depetrisová                                        | Viktor Barna Margaret Franks        |
| 1947 | Paris       | Ferenc Soos Gizella Farkas          | Adolf Šlár Vlasta Depetrisová                                        | William Holzrichter Davida Hawthorn |
| 1948 | Wembley     | Dick Miles Thelma Thall             | Bohumil Váňa Vlasta Pokorna                                          | Richard Bergmann Dora Beregi        |
| 1948 | Wembley     | Dick Miles Thelma Thall             | Bohumil Váňa Vlasta Pokorna                                          | Ferenc Sidó Angelica Rozeanu        |
| 1949 | Estocolmo   | Ferenc Sidó Gizella Farkas          | Bohumil Váňa Kveta Hrusakova                                         | Johnny Leach Margaret Franks        |
| 1949 | Estocolmo   | Ferenc Sidó Gizella Farkas          | Bohumil Váňa Kveta Hrusakova                                         | Marty Reisman Peggy McLean          |
| 1950 | Budapeste   | Ferenc Sidó Gizella Farkas          | Bohumil Váňa Kveta Hrusakova                                         | Ivan Andreadis Eliška Fürstová      |
| 1950 | Budapeste   | Ferenc Sidó Gizella Farkas          | Bohumil Váňa Kveta Hrusakova                                         | Ladislav Štípek Angelica Rozeanu    |
| 1951 | Viena       | Bohumil Váňa Angelica Rozeanu       | Vilim Harangozo Ermelinde Wertl                                      | József Kóczián Rozsi Karpati        |
| 1951 | Viena       | Bohumil Váňa Angelica Rozeanu       | Vilim Harangozo Ermelinde Wertl                                      | Johnny Leach Diane Rowe             |
| 1952 | Bombaim     | Ferenc Sidó Angelica Rozeanu        | Johnny Leach Diane Rowe                                              | Viktor Barna Rosalind Rowe          |
| 1952 | Bombaim     | Ferenc Sidó Angelica Rozeanu        | Johnny Leach Diane Rowe                                              | József Kóczián Gizella Farkas       |
| 1953 | Bucareste   | Ferenc Sidó Angelica Rozeanu        | Žarko Dolinar Ermelinde Wertl                                        | László Földy Éva Kóczián            |
| 1953 | Bucareste   | Ferenc Sidó Angelica Rozeanu        | Žarko Dolinar Ermelinde Wertl                                        | József Kóczián Gizella Gervai       |
| 1954 | Wembley     | Ivan Andreadis Gizella Gervai       | Yoshio Tomita Fujie Eguchi                                           | Viktor Barna Rosalind Rowe          |
| 1954 | Wembley     | Ivan Andreadis Gizella Gervai       | Yoshio Tomita Fujie Eguchi                                           | Žarko Dolinar Ermelinde Wertl       |
| 1955 | Utrecht     | Kálmán Szepesi Éva Kóczián          | Aubrey Simons Helen Elliot                                           | Ladislav Štípek Eliška Krejčová     |
| 1955 | Utrecht     | Kálmán Szepesi Éva Kóczián          | Aubrey Simons Helen Elliot                                           | Toshiaki Tanaka Shizuki Narahara    |
| 1956 | Tóquio      | Erwin Klein Leah Neuberger          | Ivan Andreadis Ann Haydon                                            | Motoo Fujii Yoshiko Tanaka          |
| 1956 | Tóquio      | Erwin Klein Leah Neuberger          | Ivan Andreadis Ann Haydon                                            | Toma Reiter Ella Zeller             |
| 1957 | Estocolmo   | Ichiro Ogimura Fujie Eguchi         | Ivan Andreadis Ann Haydon                                            | Keisuke Tsunoda Taeko Namba         |
| 1957 | Estocolmo   | Ichiro Ogimura Fujie Eguchi         | Ivan Andreadis Ann Haydon                                            | Ludvík Vyhnanovský Helen Elliot     |
| 1959 | Dortmund    | Ichiro Ogimura Fujie Eguchi         | Teruo Murakami Kimiyo Matsuzaki                                      | Zoltán Berczik Gizella Lantos       |
| 1959 | Dortmund    | Ichiro Ogimura Fujie Eguchi         | Teruo Murakami Kimiyo Matsuzaki                                      | Wang Chuanyao Sun Meiying           |
| 1961 | Pequim      | Ichiro Ogimura Kimiyo Matsuzaki     | Li Furong Han Yuzhen                                                 | Nobuya Hoshino Masako Seki          |
| 1961 | Pequim      | Ichiro Ogimura Kimiyo Matsuzaki     | Li Furong Han Yuzhen                                                 | Wang Chuanyao Sun Meiying           |
| 1963 | Praga       | Koji Kimura Kazuko Ito-Yamaizumi    | Keiichi Miki Masako Seki                                             | János Faházi Éva Kóczián-Földy      |
| 1963 | Praga       | Koji Kimura Kazuko Ito-Yamaizumi    | Keiichi Miki Masako Seki                                             | Zhuang Zedong Qiu Zhonghui          |
| 1965 | Liubliana   | Koji Kimura Masako Seki             | Zhang Xielin Lin Huiqing                                             | Ken Konaka Naoko Fukatsu            |
| 1965 | Liubliana   | Koji Kimura Masako Seki             | Zhang Xielin Lin Huiqing                                             | Zhuang Zedong Liang Lizhen          |
| 1967 | Estocolmo   | Nobuhiko Hasegawa Noriko Yamanaka   | Koji Kimura Naoko Fukatsu                                            | Anatoly Amelin Zoja Rudnova         |
| 1967 | Estocolmo   | Nobuhiko Hasegawa Noriko Yamanaka   | Koji Kimura Naoko Fukatsu                                            | Dorin Giurgiuca Maria Alexandru     |
| 1969 | Munique     | Nobuhiko Hasegawa Yasuko Konno      | Mitsuru Kono Saeko Hirota                                            | Shigeo Itoh Toshiko Kowada          |
| 1969 | Munique     | Nobuhiko Hasegawa Yasuko Konno      | Mitsuru Kono Saeko Hirota                                            | Denis Neale Mary Wright             |
| 1971 | Nagoia      | Zhang Xielin Lin Huiqing            | Antun Stipančić Maria Alexandru                                      | Tokuyasu Nishii Mieko Fukuno        |
| 1971 | Nagoia      | Zhang Xielin Lin Huiqing            | Antun Stipančić Maria Alexandru                                      | Eberhard Schöler Diane Schöler      |
| 1973 | Sarajevo    | Liang Geliang Li Li                 | Anatoli Strokatov Asta Gedraitite                                    | Josef Dvořáček Alice Grófová        |
| 1973 | Sarajevo    | Liang Geliang Li Li                 | Anatoli Strokatov Asta Gedraitite                                    | Yu Changchun Zheng Huaiying         |
| 1975 | Calcutá     | Stanislav Gomozkov Tatiana Ferdman  | Sarkis Sarchayan Elmira Antonyan                                     | Shigeo Itoh Yukie Ozeki             |
| 1975 | Calcutá     | Stanislav Gomozkov Tatiana Ferdman  | Sarkis Sarchayan Elmira Antonyan                                     | Liang Geliang Zhang Li              |
| 1977 | Birmingham  | Jacques Secrétin Claude Bergeret    | Tokio Tasaka Sachiko Yokota                                          | Lee Sang-kuk Lee Ki-won             |
| 1977 | Birmingham  | Jacques Secrétin Claude Bergeret    | Tokio Tasaka Sachiko Yokota                                          | Li Zhenshi Yan Guili                |
| 1979 | Pyongyang   | Liang Geliang Ge Xin'ai             | Li Zhenshi Yan Guili                                                 | Jacques Secrétin Claude Bergeret    |
| 1979 | Pyongyang   | Liang Geliang Ge Xin'ai             | Li Zhenshi Yan Guili                                                 | Wang Huiyuan Zhang Deying           |
| 1981 | Novi Sad    | Xie Saike Huang Junqun              | Chen Xinhua Tong Ling                                                | Huang Liang Pu Qijuan               |
| 1981 | Novi Sad    | Xie Saike Huang Junqun              | Chen Xinhua Tong Ling                                                | Dragutin Šurbek Branka Batinić      |
| 1983 | Tóquio      | Guo Yuehua Ni Xialian               | Chen Xinhua Tong Ling                                                | Cai Zhenhua Cao Yanhua              |
| 1983 | Tóquio      | Guo Yuehua Ni Xialian               | Chen Xinhua Tong Ling                                                | Xie Saike Huang Junqun              |
| 1985 | Gotenburgo  | Cai Zhenhua Cao Yanhua              | Jindřich Panský Marie Hrachová                                       | Chen Xinhua Tong Ling               |
| 1985 | Gotenburgo  | Cai Zhenhua Cao Yanhua              | Jindřich Panský Marie Hrachová                                       | Fan Changmao Jiao Zhimin            |
| 1987 | Nova Deli   | Hui Jun Geng Lijuan                 | Jiang Jialiang Jiao Zhimin                                           | Ahn Jae-hyung Yang Young-ja         |
| 1987 | Nova Deli   | Hui Jun Geng Lijuan                 | Jiang Jialiang Jiao Zhimin                                           | Wang Hao Guan Jianhua               |
| 1989 | Dortmund    | Yoo Nam-kyu Hyun Jung-hwa           | Zoran Kalinić Gordana Perkučin                                       | Chen Longcan Chen Jing              |
| 1989 | Dortmund    | Yoo Nam-kyu Hyun Jung-hwa           | Zoran Kalinić Gordana Perkučin                                       | Chen Zhibin Gao Jun                 |
| 1991 | Chiba       | Wang Tao Liu Wei                    | Xie Chaojie Chen Zihe                                                | Kim Song-hui Li Bun-hui             |
| 1991 | Chiba       | Wang Tao Liu Wei                    | Xie Chaojie Chen Zihe                                                | Kalinikos Kreanga Otilia Badescu    |
| 1993 | Gotenburgo  | Wang Tao Liu Wei                    | Yoo Nam-kyu Hyun Jung-hwa                                            | Li Sung-il Yu Sun-bok               |
| 1993 | Gotenburgo  | Wang Tao Liu Wei                    | Yoo Nam-kyu Hyun Jung-hwa                                            | Ma Wenge Qiao Yunping               |
| 1995 | Tianjin     | Wang Tao Liu Wei                    | Kong Linghui Deng Yaping                                             | Lee Chul-seung Ryu Ji-hye           |
| 1995 | Tianjin     | Wang Tao Liu Wei                    | Kong Linghui Deng Yaping                                             | Erik Lindh Marie Svensson           |
| 1997 | Manchester  | Liu Guoliang Wu Na                  | Kong Linghui Deng Yaping                                             | Chiang Peng-lung Chen Jing          |
| 1997 | Manchester  | Liu Guoliang Wu Na                  | Kong Linghui Deng Yaping                                             | Wang Liqin Wang Nan                 |
| 1999 | Eindhoven   | Ma Lin Zhang Yingying               | Feng Zhe Sun Jin                                                     | Qin Zhijian Yang Ying               |
| 1999 | Eindhoven   | Ma Lin Zhang Yingying               | Feng Zhe Sun Jin                                                     | Wang Liqin Wang Nan                 |
| 2001 | Osaka       | Qin Zhijian Yang Ying               | Oh Sang-eun Kim Moo-kyo                                              | Liu Guoliang Sun Jin                |
| 2001 | Osaka       | Qin Zhijian Yang Ying               | Oh Sang-eun Kim Moo-kyo                                              | Zhan Jian Bai Yang                  |
| 2003 | Paris       | Ma Lin Wang Nan                     | Liu Guozheng Bai Yang                                                | Qin Zhijian Niu Jianfeng            |
| 2003 | Paris       | Ma Lin Wang Nan                     | Liu Guozheng Bai Yang                                                | Wang Hao Li Nan                     |
| 2005 | Shanghai    | Wang Liqin Guo Yue                  | Liu Guozheng Bai Yang                                                | Qiu Yike Cao Zhen                   |
| 2005 | Shanghai    | Wang Liqin Guo Yue                  | Liu Guozheng Bai Yang                                                | Yan Sen Guo Yan                     |
| 2007 | Zagreb      | Wang Liqin Guo Yue                  | Ma Lin Wang Nan                                                      | Ko Lai Chak Tie Ya Na               |
| 2007 | Zagreb      | Wang Liqin Guo Yue                  | Ma Lin Wang Nan                                                      | Qiu Yike Cao Zhen                   |
| 2009 | Yokohama    | Li Ping Cao Zhen                    | Zhang Jike Mu Zi                                                     | Hao Shuai Chang Chenchen            |
| 2009 | Yokohama    | Li Ping Cao Zhen                    | Zhang Jike Mu Zi                                                     | Zhang Chao Yao Yan                  |
| 2011 | Rotterdam   | Zhang Chao Cao Zhen                 | Hao Shuai Mu Zi                                                      | Cheung Yuk Jiang Huajun             |
| 2011 | Rotterdam   | Zhang Chao Cao Zhen                 | Hao Shuai Mu Zi                                                      | Seiya Kishikawa Ai Fukuhara         |
| 2013 | Paris       | Kim Hyok-bong Kim Jong              | Lee Sang-su Park Young-sook                                          | Cheung Yuk Jiang Huajun             |
| 2013 | Paris       | Kim Hyok-bong Kim Jong              | Lee Sang-su Park Young-sook                                          | Wang Liqin Rao Jingwen              |
| 2015 | Suzhou      | Xu Xin Yang Ha-eun                  | Maharu Yoshimura Kasumi Ishikawa                                     | Kim Hyok-bong Kim Jong              |
| 2015 | Suzhou      | Xu Xin Yang Ha-eun                  | Maharu Yoshimura Kasumi Ishikawa                                     | Wong Chun-ting Doo Hoi Kem          |
| 2017 | Düsseldorf  | Maharu Yoshimura Kasumi Ishikawa    | Chen Chien-an Cheng I-ching                                          | Fang Bo Petrissa Solja              |
| 2017 | Düsseldorf  | Maharu Yoshimura Kasumi Ishikawa    | Chen Chien-an Cheng I-ching                                          | Wong Chun-ting Doo Hoi Kem          |
| 2019 | Budapest    | Xu Xin Liu Shiwen                   | Maharu Yoshimura Kasumi Ishikawa                                     | Fan Zhendong Ding Ning              |
| 2019 | Budapest    | Xu Xin Liu Shiwen                   | Maharu Yoshimura Kasumi Ishikawa                                     | Patrick Franziska Petrissa Solja    |
| 2021 | Houston     | Wang Chuqin Sun Yingsha             | Tomokazu Harimoto Hina Hayata                                        | Lin Gaoyuan Lily Zhang              |
| 2021 | Houston     | Wang Chuqin Sun Yingsha             | Tomokazu Harimoto Hina Hayata                                        | Lin Yun-ju Cheng I-ching            |
| 2023 | Durban      | Wang Chuqin Sun Yingsha             | Tomokazu Harimoto Hina Hayata                                        | Lin Shidong Kuai Man                |
| 2023 | Durban      | Wang Chuqin Sun Yingsha             | Tomokazu Harimoto Hina Hayata                                        | Wong Chun-ting Doo Hoi Kem          |
| 2025 | Doha        | Wang Chuqin Sun Yingsha             | Maharu Yoshimura Satsuki Odo                                         | Lim Jong-hoon Shin Yu-bin           |
| 2025 | Doha        | Wang Chuqin Sun Yingsha             | Maharu Yoshimura Satsuki Odo                                         | Wong Chun-ting Doo Hoi Kem          |